# Grant, Alabama
Grant är en ort i Marshall County i delstaten Alabama, USA.